# Temps difícils
Temps difícils (títol original en anglès: Hard Times), és una novel·la de l'escriptor anglès Charles Dickens, en què es reflecteix l'època de la industrialització a Anglaterra, un país que se'n va veure molt afectat. Hard Times es va publicar primer l'any 1854com a fulletó en la revista Household Words de la qual Dickens era redactor en cap. Va ser traduït al català per Ramon Folch i Camarasa el 1982. És una satira sobre les condicions de treball a les fàbriques del nord d'Anglaterra i una crítica de l'utilitarisme de Jeremy Bentham (1748-1832) i John Stuart Mill (1806-1873).

## Argument
Ens dona una perspectiva del moment des de dos punts de vista molt importants, però ahora molt diferents: el de la classe proletària, que creu que la feina és el seu únic model de vida, i el de la classe alta, els que controlen les fàbriques i mantenen en condicions molt pobres als obrers. És necessari afegir que se'ns mostren unes pinzellades des d'un altre punt de vista, el d'unes persones que s'aparten de la manera de viure dels obres i desl amos, i són la gent del circ. Charles Dickens ens mostra tot això sempre amb un rerefons irònic que és la seva gran arma secreta de poder en la novel·la, no criticant directament, sinó creant-nos una idea que s'acosta al seu punt de vista, el que palesa a les últimes pàgines de l'obra.
És coneguda com la novel·la més social de Dickens, entre d'altres motius perquè els treballadors i la vida obrera hi ocupen una part important. L'acció es desenvolupa en una ciutat industrial del nord imaginària, anomenada Coketown, que s'assembla a Manchester. Descriu Coketown com «una ciutat de maó vermell, o de maó que hauria estat vermell si el fum i les cendres li ho haguessin permès; de fet, era una ciutat vermella i negra, de tons artificials com el rostre pintat d'un salvatge».
Però potser no ha estat prou remarcat que a propòsit de l'aspecte urbà de la industrialització dels Midlands (regió que l'escriptor havia visitat mentre s'hi desenvolupava una llarga vaga del ram tèxtil) Dickens va més enllà d'una descripció sarcàstica i caricaturesca, perquè amb la vehemència que el caracteritza denuncia –i és un dels primers novel·listes a fer-ho, si no el primer en aquests termes– la deshumanització del treball i la despersonalització de la vida: «hi havia a la ciutat diversos carrers amples, que s'assemblaven molt entre ells, i molts i molts carrers estrets que encara s'assemblaven més, habitats per persones també ben iguals les unes i les altres, que entraven i sortien totes a les mateixes hores, feien ressonar l'empedrat de la mateixa manera i feien la mateixa feina, i per a les quals cada dia era igual que ahir i que demà, i cada any feia pendent amb el darrer i el vinent».
Ara bé, aquesta realitat és descrita per Dickens com una conseqüència de tota una línia de pensament i d'actuació (representada a la novel·la pel personatge més repulsiu, Mr. Bounderby), realitat que tot i haver estat atacada per Carlyle, a qui és dedicada l'obra, i més tard per Disraeli i Mrs. Gaskell, rep ara una envestida molt és forta gràcies a la popularitat de Dickens donat el seu «esquematisme».
L'any 1854, data de la publicació de Temps difícils, Dickens ja era molt popular. Només així s'explica que la confiança del novel·lista en ell mateix fos tant gran. Atacava, de fet, una xacra molt estesa i terrible, però consubstancial aleshores, en els seus aspectes més brutals, amb el desenvolupament industrial de la Gran Bretanya, base de la seva potència, i ho feia en termes inequívocs, prescindint de consideracions polítiques o socials que el poguessin frenar.
Encara més: no s'estava de cercar les causes del mal en la molt simplista però versemblant doctrina dels «fets», pròpia dels «utilitaristes», als quals detesta: «El que jo vull són fets. A aquests nois i noies els heu d'ensenyar fets i no res més que fets. A la vida l'únic que cal són fets», comença dient la novel·la amb paraules del sinistre Mr. Gradgrind, adreçades als alumnes de l'escola, la «seva» escola, regida per un mestre que ho ha estudiat i ho sap tot, però que segons Dickens, «només que hagués après una mica menys hauria pogut ensenyar molt més i infinitament millor».
Dickens oposa a aquest món la bondat ideal d'un món que correspon a la zona lluminosa de la novel·la, l'espai exemplar on viuen els éssers que s'enfronten amb el mal. Un d'aquests personatges esdevé la «víctima» (Stephen Blackpool) que els redimeix tots i en certa manera els porta a la victòria.
Un altre personatge adquireix els trets de l'àngel-noia (Sissy Jupe) i per ella passen els fils del desllorigador final. Una figura –del desinterès, de la llibertat– és el circ del qual prové l'àngel-noia i al qual torna momentàniament per recollir els fils del seu passat, prop del desenllaç.
La dona madura, la dona –mare (Rachel) expressió dickensiana de l'amor reposat, profund, s'encarrega de donar a la «víctima» el suport moral, sense esperança, d'un amor impossible. I encara una altra dona, però entre la llum i l'ombra (Louisa) paga cara la submissió per obediència filial a un matrimoni sense amor.
El novel·lista, en fi, construeix la història amb mà segura, però amb un deix de gravetat, potser per aflicció davant l'escenari, poc conegut per a ell, de la vida obrera del seu temps. Per aquest costat el fons de la novel·la respira una honesta impotència; mentre tot el poder del novel·lista mou els fets que afecten els personatges, individualment, la seva irritació i el seu sarcasme no poden res contra el fet social.
Ell mateix s'encarrega de presentar, com a exemples de les armes del sistema, l'actuació del seductor caça-vots (Mr. Harthouse) i del capitost sindicalista, tramés «lerrouxísticament» des de Londres (Slackbridge), a més d'un joc polític que li feia dir, sense pèls a la llengua que «els escombriaires nacionals formen un cos especial, que no té cap deure envers aquesta abstracció que se’n diu el poble». Per tot plegat, Temps difícils, novel·la de la topada de l'escriptor amb les condicions de vida produïdes per l'escola manchesteriana, confirma els mots de B. Ifor Evans: Dickens estimava la vida, però odiava el sistema social en el qual havia viscut.

## Personatges principals
- Tomas Gradgrind És un dels personatges conductors de la novel·la. Antic propietari d'una ferreteria, forma part de l'elit política i és  membre del Parlament pel districte de Coketown. Dickens el presenta com un «funcionari» que manté una postura vital rectilínia. Ni tan sols se’l presenta amb càrrega ideològica. Ben bé se'l podria definir políticament com un asèptic. El seu lema són els «fets». No hi ha lloc pels sentiments. La imaginació és quelcom hostil i refusable, gairebé contrari a la pròpia essència humana. La realitat palpable, mesurable dels fets és l'únic que importa. Els «fets» són la base amb la que se sustenta la condició humana. Thomas Gradgrind és el màxim exponent de l'utilitarisme positivista, de caràcter pràctic.[7] En l'escola «la seva escola» s'educa seguint la filosofia dels «fets»: dades exactes, descripcions matemàtiques i fredes, aprenentatge memorista, absoluta absència de creativitat, no hi ha lloc per la imaginació. Pare de cinc fills dels quals dins l'obra adquireixen protagonisme Thomas i Louisa. Els educa sota la cultura dels «fets». Commogut per l'estat de desengany i de desesperació existencial en què acaba la seva filla Louisa, i davant l'evidència del comportament del seu fill Thomas, admet el seu error i reconeix que l'educació que els ha proporcionat és la causa de la seva situació. Aquest canvi d'actitud vital és la causa de l'enfrontament amb el seu amic i «germà pràctic» Bounderby. Finalment el seu canvi d'actitud vital, l'omple de penediment i afloren els seus sentiments paternals vers Louisa, a la que dona suport i acull a casa després d'haver abandonat a Bounderby. Com a mostra del seu canvi es converteix en un dels principals actors per a ajudar a fugir el seu fill Thomas de la justícia, malgrat que els «fets» l'assenyalen com l'autor del robatori del banc.[8]
- Josias Bounderby Auto proclamat com a «Josiah Bounderby de Coketown», és el personatge més repulsiu i fred.[9] En cap moment de l'obra dona el braç a tòrcer i es manté en les seves conviccions fins al final, sense deixar la més mínima escletxa pel penediment ni pel perdó: ell és infal·lible i la seva filosofia sempre li ha donat els resultats que esperava. Encarna a l'empresari, el ric banquer, el comerciant i fabricant de tot el que vulgueu. No té sentiments vers els altres. Egoista fins al final, mai es deixa convèncer per ningú i no accepta cap altre parer que no sigui els seu. És el típic personatge novel·lesc que s'escolta a ell mateix. Fent gala d'una hipocresia brutal, mai deixa passar una ocasió per a recordar els seus orígens extremadament humils, orígens que es descobrirà ser falsos: acabat de néixer és abandonat per la seva mare en una cuneta humida, sempre malalt, la seva vida fou un llarg camí de misèria, patiment i de sacrificis, però malgrat això, gràcies a la seva tossuderia i perseverança aconsegueix triomfar. Aquest fals discurs repetit fins l'extenuació el fa sentir el més orgullós dels homes, orgull accentuat pel fet de tenir com a mestressa de casa a una dama d'origen aristocràtic, Mrs. Sparsit. Ell, home fet del no res, tenia a les seves ordres una dama de família noble. Casat amb Louisa, filla de Mr. Gradgrind, de la qual els separen gairebé trenta anys, manté una relació marital gairebé nul·la. Més que d'esposa, la Louisa li fa de dama de companyia, diguem-ne que presencial. És l'esposa de cara enfora. De cara endins, la seva relació no es diferencia de la relació que pot mantenir amb els mobles de la casa. Ni tan sols és la seva confessora o la persona amb la que comparteix idees, converses,... Aquesta relació, la manté amb Mrs. Sparsit, tot i que, quan Bounderby es casa amb Louisa, Mrs. Sparsit és enviada a viure a un apartament del banc. Malgrat això, s'entreveu una relació més fluïda, si és que es pot dir així, amb Mrs. Sparsit que amb la seva esposa Louisa. Aquesta relació porta a l'abandonament de Louisa de la llar marital. Bounderby però, no es veu afectat sentimentalment: no li preocupa el que pugui sentir Louisa, i, de fet, ell només se sent ferit en l'orgull, donat que és abandonat per la filla de Thomas Gradgrind (davant l'abandonament deixa de ser automàticament la seva esposa i passa novament a ser la filla de Gradgrind). Josiah Bounderby és l'»amo» dels treballadors, un concepte de propietat material: els treballadors són la força de producció. No han de pensar, ni tenen dret a reivindicar millors condicions de vida. Per a ell, no hi ha en tota la ciutat ni un sol treballador, home, dona o criatura que no tingui un sol i únic objectiu a la vida, i aquest objectiu és que l'apeixin amb sopa de tortuga i caça, i amb coberts d'or massís, sense tenir cap altra aspiració que la de viure còmodament. Per a ell, els treballadors han de ser com animals de càrrega: només tenen dret a treballar.[10]
- Mrs. Sparsit Descendent dels Scadgers i vídua d'un descendent dels Powler, està emparentada amb les famílies més benestants d'Anglaterra.[11] El seu marit, però, endeutat, cau en la ruïna i deixa Mrs. Sparsit a les portes de la misèria. És acollida com a mestressa de casa per Mr. Bounderby. Les seves arrels sanguínies no li deixen perdre l'orgull i se sent agraïda i dignificada pel paper que desenvolupa. Accepta amb fidelitat, però no amb submissió, les directrius del seu «amo». Mr. Bounderby la tracta amb un respecte distant, però no ho fa per convicció sinó per a poder enorgullir-se de tenir una dama d'aquestes arrels sota les seves ordres. Quan Mr. Bounderby es casa amb Louisa Gradgrind, ofereix a Mrs. Sparsit la possibilitat d'anar a viure a un apartament del banc i desenvolupar la tasca de mestressa de claus de l'edifici. Mrs. Sparsit accepta sempre i quan no li suposi perdre graons en l'escala social. Al cap i a la fi, es converteix en una simple vigilant: només gaudeix d'una responsabilitat fictícia ja que no pot disposar de l'edifici ni d'allò que conté, només ho vigila. La posició social de Mrs. Sparsit no es troba en l'escala més baixa. Per davall seu té una cambrera sorda però rica, i a un criat, Bitzer, el qual malgrat estar educat sota la filosofia dels «fets» i de sentir-se’n orgullós, no deixa de ser el criat de la dama que, com hem vist, a la vegada és una mestressa de casa. Malgrat la posició de Mrs. Sparsit i el tracte summament respectuós i digne que al seu mode de veure li ofereix Mr. Bounderby, quan Mrs. Sparsit pren la iniciativa sense consultar-li, és advertida pel seu «amo», i quan fruit dels seus actes perjudica a Mr. Bounderby (com quan involuntàriament es descobreix la veritable procedència de Mr. Bounderby) aquest no deixa de responsabilitzar-la de la seva gosadia i la castiga fent-la fora de casa (això sí, d'una manera molt diplomàtica). Acaba essent una tafanera que és capaç d'arrossegar-se pel fang i suportar una tormenta d'aigua per tal de descobrir la suposada relació entre l'esposa del seu amo i Mr. Harthouse (el vividor) i redimir-se dels seus actes davant Mr. Bouderby o, qui ho sap, si actuant moguda per l'amor incofessat vers ell. Així doncs, malgrat la seva procedència i el seus orígens, no deixa de ser la clàssica vídua caiguda en desgràcia econòmica, que ha de posar-se a servir en la casa d'un nou ric (un industrial sense «pedigree») i que malgrat rebre un tracte digne i tenir subordinats, no deixa de ser una criada sotmesa als designis del seu «amo».
- Lluisa Gradgrind Filla gran de Mr. Gradgrind, accepta casar-se amb Mr. Bounderby per l'amor que sent pel seu germà Thom. Aquest, endeutat pel joc i la vida dissoluta, demana a Louisa que s'hi casi i així poder saldar els deutes i aconseguir un treball en el banc. Educada sota la filosofia dels «fets» probablement és la rebel «conscient» contra aquest sistema. Malgrat tot, assumeix la submissió paternal (que és qui l'ofereix en matrimoni), fraternal (per no defraudar el seu germà accepta el casori) i marital (dins del matrimoni no compta per a res). Finalment, però, reacciona davant d'aquesta situació de submissió i es rebel·la. Abandona a Mr. Bounderby i torna a la casa del seu pare, la cas de la seva infantesa. El seu estat és deplorable. Està abatuda i destrossada, no pel fet d'haver abandonat el marit, sinó per no haver fet al llarg de la seva vida, allò que el cor li dictava. Malgrat la seva reacció, tampoc arriba a complir el seu somni de tenir una llar confortable i amorosa, i de tenir uns fills als que estimar. El missatge subliminal no deixa de ser revelador: el sotmetiment continu et pot portar a una situació que, tot i ser reversible, t’impedirà assolir els teus objectius.
- Cecilia Jupe (Ceci) Filla del pallasso del cir, representa la nena plena d'imaginació, de vitalitat i de pura innocència. Malgrat aquest paper angelical, és el «dimoni» per la resta de nens de l'escola. L'educació dels «fets» és totalment incompatible amb la imaginació i la sinceritat d'un cor net. Cal, per tant, allunyar-la de la resta de nens perquè no els influeixi. Abandonada pel seu pare, el qual, envellit i sense força, veu que en el seu estat no la podrà mantenir ni podrà donar-li l'educació que ell hagués volgut. Malgrat el dolor de la separació, la deixa en mans de Mr. Gradgrind perquè aquest li podrà donar un sostre mínimament digne i la podrà educar. El pare de la Sissy encarna l'amor paternal menys egoïsta, donat que sacrifica la pròpia felicitat en pro del benestar de la seva filla, gest que no és del tot comprés. En tot cas, aquesta actitud no deixa de ser paradoxal: el pare que viu en un món de colors, d'imaginació, d'humanitat, no vol que la seva filla tingui aquesta vida, perquè és una vida plena també de pobresa i de sacrificis. Què preval, doncs ? Sissy però, malgrat la seva joventud, és planament conscient de l'acte del seu pare i, davant això, encara se l'estima més: la nena d'amor pur, neta d'egoisme i d'hipocresia. Quan es acollida a casa de Mr. Gradgrind fa de noia de companyia de la seva esposa, Mrs. Gradgrind, una dona sense personalitat, sotmesa als designis maritals, sempre débil i en un estat de malaltia crònica, de caràcter dèbil i tarannà carregat d'imbecil·litat. Sissy resulta, juntament amb Rachel, el personatge més madur i més conscient de la realitat, no només de la ciutat de Coketown i el seu entorn, sinó també de la condició humana.
- Tom (Thomas) Grandgrind Jr. Al cap i a la fi, acaba essent el més desgraciat dels personatges. Fill gran del parlamentari Mr. Gradgrind, criat sota l'abundància i amb la perspectiva de gaudir de la influència del seu pare, l'únic que sap fer és dilapidar diners. El seu egoisme sense límits el condueix a aprofitar-se de la seva germana Louisa sense cap mena de penediment. En paraules de Bitzer (el criat de Mrs. Sparsit), és gandul, viciós i extravagant, i no és de fiar. És conscient de la seva situació. Odia la vida que tenia quan era petit i no sap adaptar-se a l'ambient educacional al qual està sotmès. Malgrat que n'aparença és un personatge fort, resultarà ser molt feble de caràcter, i cau en un pou vital. Després de presentar-se a casa amb levita i coll blanc, el seu pare l'envia a treballar al banc de Mr. Bounderby, no sense acordar prèviament la boda de la Louisa. Thomas acaba robant el banc i organitza un parany a un treballador, Stephen Blackpool, per a culpar-lo del robatori. En el fons és un covard i un gos perdiguer sempre al darrere del seu amo Mr. Bounderby. Quan es veu descobert fuig cap el circ (lloc idíl·lic de la seva infantesa, lloc de color i d'imaginació, lloc d'il·lusions frustrades) i, per ironies de la vida, acaba essent un una mena de clown negre i, finalment, fuig del país. El missatge de la novel·la és clar: un personatge feble de caràcter que el seu egoisme el porta a aprofitar-se de la bona fe o de l'amor dels qui l'envolten, que no sap adaptar-se al seu entorn, malgrat tenir-ho tot a favor, que acaba essent un delinqüent i cau en la més baixa classe social (pensem el que representaven els negres a l'Anglaterra del s XIX –situació d'esclavitud–), i que ha de fugir potes ajudeu-me.
- Rachel La dona distant, certament misteriosa, madura i pacient. Treballadora molt cumplidora de la fàbrica de Mr. Bounderby, manté una relació d'amistat-amor amb Stephen Blackpool. És un personatge que poc a poc va adquirint més protagonisme. Al principi apareix del no res, amb una aureola de misteri, i acaba essent la imatge de la maduresa tranquil·la i protectora, que dona confiaça i calidesa. Es manté sempre en un estat natural de gràcia. Viu sense entrebancs, valorant els «fets» i els sentiments en la seva justa mesura. Dona forta que sap afrontar qualsevol situació sense perdre la calma ni la perspectiva de la realitat. És el personatge usat per a entrelligar la resta de personatges, capaç de moure’s amb naturalitat per tots els ambients i situacions. Tots confien en el seu criteri i acaba essent un dels fils conductors de la història.
- Bitzer Mentre és un alumne de l'escola, forma part del grup dels nens previligiats. Absorbeix la filosofia dels «fets» amb tal facilitat que el converteix en el nen explemple per a Mr. Gradning. Tenia el cervell tan ben ordenat, amb tanta exactitud, que ni els afectes ni les passions no l'entorbien. Malgrat la seva competència descriptiva i la mentalitat «matemàtica» que ha sabut absorbir, acaba essent el criat de la mestressa (Mrs. Sparsit) de Mr. Bounderby: la seva educació, no li ha servit per a aconseguir cap posició social «respectable». Fins i tot tracta a Mrs. Sparsit amb el terme «missenyora». Renega de la seva pròpia gent, dels treballadors, pel fet d'organitzar-se sindicalment, tot i que reconeix la seva pertinença social: la nostra gent és dolenta. Acaba essent un personatge mancat d'humanitat que no sap discernir entre allò que és estrictament normatiu (legalitat), d'allò que té una particularitat humana (l'home pot equivocar-se, pot ser feble…): tot és de color negre o de color blanc.
- Stephen Blackpool Treballador incansable i fidel. Manté una relació d'amistat-amor amb Rachel. La seva dona, amb la qual fa molts anys que hi està casat, és una bevedora compulsiva. Apareix i desapareix de la seva vida com si res, li pren els mobles i els diners per tornar a marxar i gastar el poc que estalvia Stephen en alcohol. Ell és plenament conscient de la situació i demana consell a Mr. Bounderby, el seu «amo», per a desfer-se d'una forma legal de la seva dona. Situació desesperant, perquè no hi pot fer res. Només té el consol de Rachel, que entén i comprèn la seva situació i li fa costat fins a la seva mort. Mancat potser de malícia, és refusat pels seus companys de feina al no fer-los-hi constat en les seves reivindicacions, però com a home d'honor, manté la seva promesa de no participar en les activitats obreres. Home sincer que quan de forma respectuosa, però no de submissió, dona la seva opinió a Mr. Bounderby sobre la situació dels treballadors, aquest el fa fora de casa i de la feina, i es queda sense res ni sense ningú, només amb el suport i la comprensió de Rachel. Cau d'una manera massa innocent en el parany muntat per Thom Gradgrind fill, i és acusat de robar el banc, acusació que coincideix amb la seva partida de la ciutat per buscar feina en un altre lloc. Aquesta coincidència juntament amb el fet d'haver-se de canviar el nom per trobar una altra feina (es canvia el nom, perquè amb ànim de venjança Mr. Bounderby el maleeix a no trobar altra feina), el fa encara més sospitós. Mentre torna a Coketown per poder exculpar-se de l'acusació, cau en un pou d'una mina abandonada (el pou de l'»infern») del qual aconsegueix sortir viu, però molt mal ferit. Mort, sense poder donar explicacions, però lliure de sospites donat que, entretant, es descobreix la culpabilitat de Thomas. Simbolitza el bon treballador, sense massa intel·ligència ni ambició, ferm de conviccions, però fidel al seu «amo», que respecta els demés i no s'involucra en afers «revolucionaris», però que no per això deixa de tenir cert orgull. Sempre respectuós i obedient (no sotmès ni servil) admet amb reasignació la seva realitat i la seva situació, tant personal, com sentimental, com professional, i que, caigut en desgràcia, mort fruit de la mala sort, però mort amb la confessió d'amor de Rachel i exculpat de l'acusació de robatori. Es pot dir que mort en pau.
- Mrs. Pleger Velleta entranyable i que, en un principi, inconnexa amb la història, s'acabarà descobrint per una casualitat que és la mare de Mr. Bounderby, a qui, dins de les seves modestes possibilitats, havia ajudat tota la vida a aconseguir ser l'home ric i poderós que era. Personatge usat per a expressar l'amor maternal anònim. La mare que és capaç de renunciar públicament de la seva identitat per tal que el fill, es vanagloriï falsament dels seus orígens, per a poder mostrar-se orgullós davant tothom de tot allò que ha aconseguit del no res. Paradoxalment és acusada per Bitzer (el cervell fred i calculador que acaba equivocant-se plenament), de ser l'autora del robatori del banc de Mr. Bounderby, el seu propi fill. Aquesta falsa acusació és la causa per la qual es descobreix la veritat sobre els orígens de Mr. Bounderby.
- James Harthouse Germà d'un parlamentari conegut de Mr. Gradgrind, és una bala perduda i un vividor que només busca guanyar-se la vida sense treballar. Mitjançant una carta de recomanació del propi Gradgrind adreçada a Mr. Bounderby, aconsegueix introduir-se en les elits de Coketown. Estudia i munta una estratègia per a conquerir l'amor de Louisa, però sense aconseguir-ho. És un personatge de pas, tractat amb certa indiferència i que, objectivament, no aporta res important. Potser que aquest sigui el seu paper en l'obra: el vividor sense base ni substància, que fins i tot com a personatge és perfectament prescindible.[12]
- E. Childers Propietari del circ. Encarna la bondadesa, la humanitat i la comprensió. Aporta cert aplom, malgrat el seu aspecte demacrat i la seva dificultat en la parla. Home gastat pels anys, el seu personatge expressa l'experiència adquirida per una vida plena d'humilitat i de dificultats. Sense ser un home poderós ni tenir massa recursos econòmics, exerceix el lideratge entre els membres del circ, un lideratge plenament acceptat. La seva experiència ajuda a organitzar la fugida del jove Thomas Gradgrind, una fugida plena de picaresca i de gràcia.
- Slackbribge Representa l'orador excitador de masses. Capitost sindicalista, tramés «lerrouxísticament « des de Londres amb un joc polític que li feia dir, sense pèls a la llengua que els escombriaires nacionals formen un cos especial, que no té cap deure envers aquesta abstracció que se’n diu el poble. Orador sense consciència de classe que rebel·la un cert punt de falsedat i de demagògia vers els veritables interessos dels treballadors.[13]